# مخرج فني
المخرج الفني هو اسم لمنصب يطلق على مجموعة من الأعمال المتشابهة إلى حد ما في كل من قطاعات الإعلان، النشر، الأفلام، التلفزيون وألعاب الفيديو.

## الطباعة والنشر
نشأ مصطلح «الإخراج الفني» في مجال الطباعة والنشر في الأصل، ثم انتقل إلى المجالات الأخرى، ومهمة المخرج الفني هي تنظيم صفحات المجلة أو الصحيفة ويقوم بالتنسيق مع المحرر باختيار وتصميم الصور المرفقة بالمادة المطبوعة. يرفع المخرج الفني تقارير وأعماله للمحرر.
قد يحتاج العمل على كتب أو مجالات كبيرة إلى المزيد من المساعدين للمخرج الفني، وهؤلاء يرفعون تقاريرهم وأعمالهم للمخرج الفني. وعادة ما يشرف المشرف الفني على الفريق بأكمله.

## الإعلان
في مجال صناعة الإعلان المعاصرة، يعمل المخرج الفني بالاشتراك مع مؤلف الإعلانات لتوليد فكرة الإعلانات التجارية، والإعلانات المطبوعة إضافة إلى أي مواد إعلانية أخرى. لكن المخرج الفني هو المسؤول عن الشكل الذي يبدو عليه العمل الفني، في حين يتحمل مؤلف الإعلانات كامل المسؤولية المتعلقة بالنص الخاص بالإعلان، لكنهما يشتركان ومطالبان بابتكار أفكار كبيرة وفعالة ومقنعة. وبناءً على كفاءتهما يمكن لهما أن يتشاركا الأعمال التي قد تكون في الأصل خاصة بأحدهما فقط. فقد يقترح المخرج الفني عبارات معينة وقد يقترح كاتب الإعلانات تعديلات جمالية على المنتج.
يشرف المدير الفني على العلاقة بين المخرج الفني ومؤلف الإعلانات، وقد يشرف المخرج الفني على مجموعة من المصممين الفنيين، والرسامين والمصورين. في الشركات الأصغر قد يشغل المخرج الفني كافة هذه المناصب بنفسه، في الشركات الكبرى قد يشرف المخرج الفني على مخرجين فنيين آخرين، تبعاً للقدم والخبرة.